# 叶夫根尼娅·索洛莫诺夫娜·金兹堡
叶夫根尼娅·索洛莫诺夫娜·金兹堡（俄語：Евге́ния Соломо́новна Ги́нзбург，1904年12月7日（20日）—1977年5月25日）是苏联的记者、作家、历史学者。1937年被指为托派遭到逮捕判刑，一度在科雷馬古拉格被關押了18年。1955年获得平反。

## 作品
- 《陡峭的征途》（1967年）